# سازمان توسعه آب و برق پاکستان
سازمان توسعه آب و برق پاکستان ({{lang-ur|(مقتدرہ ترقیات پانی و بجلی) سازمان دولتی آب و برق پاکستانی است، که در سال ۱۹۵۸ توسط وزارت منابع آب پاکستان، تأسیس شد.